# Elize Ryd
Elize Ryd, (Hanna Elise Isabell Maj Höstblomma Ryd, Värnamo, 15 de outubro de 1984) é uma cantora sueca, vocalista da banda de metal Amaranthe. Lançou o primeiro single Leave Everything Behind em 2008 e seu primeiro álbum, Amaranthe, em 2011.
Elize Ryd também canta na banda Kamelot e no projeto finlandês Avalon, de Timo Tolkki.
Desde de 2008, Elize está em um relacionamento com o goleiro de hóquei no gelo Joel Gistedt.

## Carreira

### Início de carreira
Elize nasceu de pai sueco e mãe finlandesa . Seus pais eram músicos, o que a levou a começar a cantar em uma idade muito jovem. Ela se apresentou em público pela primeira vez aos 4 anos de idade. Durante sua infância, ela foi influenciada por tudo, desde Walt Disney ao heavy metal. Aos 13 anos, participou e ganhou um show de talentos em Gotemburgo como o participante mais jovem. O primeiro prêmio foi um contrato de gravação, mas como ela ainda não completara 15 anos, não era elegível para receber o prêmio. Ela recebeu uma bolsa de estudos da cantora mais promissora e uma participação em um musical chamado Brödupploppet, que foi tocado 76 vezes no Exercishuset, em Gotemburgo. Ela recebeu outro prêmio de bolsa de estudos em 2003, quando se formou no ensino médio (uma educação preliminar para artistas musicais).
Ryd iniciou sua carreira profissional como cantora, depois de se formar em três anos na Performing Arts School, como artista de cabaré no Cabaret Lorensberg em Gotemburgo.  Ela também fez algumas músicas para diferentes bandas locais, como o Falconer. Quando ela conheceu Joacim "Jake E" Lundberg em um clube em Gotemburgo, ele solicitou que ela gravasse os vocais de uma música com a banda Dreamland, intitulada "Fade Away". Mais tarde, Lundberg a apresentou a Olof Mörck, que propôs uma colaboração com sua banda Dragonland , com a qual ela concordou. Foi nessa época que metal sinfônico banda Nightwish teve interesse em Ryd como um substituto para o vocalista anterior Tarja Turunen, embora ela não tenha sido escolhida para o papel. Ela declarou em uma entrevista que isso era porque ela era um pouco jovem demais, tinha falta de experiência e não conhecia a indústria. Ao mesmo tempo, ela, Mörck e Lundberg conversaram sobre começar sua própria banda como cantora e compositora. A banda foi nomeada Avalanche, que mais tarde foi renomeada para Amaranthe por razões legais.

### Amaranthe
No início de 2009, Amaranthe lançou seu primeiro EP, Leave Everything Behind. No início de 2011, eles lançaram seus dois primeiros singles, "Hunger" e "Rain", antes de lançar seu álbum de estréia Amaranthe, que alcançou uma posição de pico de 35º nas paradas suecas e 16º nas paradas finlandesas. Com este álbum, a banda lançou dois videoclipes: um para a música "Hunger" e outro para a música "Amaranthine". Ambos foram dirigidos por Patric Ullaeus para a Revolver Films. Houve também um vídeo gravado para "1.000.000 Lightyears", o quarto single do seu álbum de estréia.
Em 25 de janeiro de 2013, Amaranthe lançou um novo single intitulado "The Nexus" e um videoclipe em 13 de março. O segundo álbum de Amaranthe, The Nexus, foi lançado em março de 2013. Mais tarde em 2013, Amaranthe lançou dois vídeos para seus singles "Burn with Me" e "Invincible".
Amaranthe lançou um novo single e vídeo para "Drop Dead Cynical" em setembro de 2014. Seu terceiro álbum, Massive Addictive , foi lançado em 21 de outubro de 2014, além de mais dois vídeos para "Digital World" e "True". e um vídeo da letra de "Trinity".
Uma compilação especial Breaking Point - B-sides 2011-2015 foi lançada em 30 de outubro de 2015.
Amaranthe lançou seu quarto álbum Maximalism em outubro de 2016, com "That Song" como single principal.
Seu quinto álbum Helix foi lançado em outubro de 2018, com "365" como o primeiro single.
Manifest é o seu sexto álbum, que será lançado em outubro de 2020 via Nuclear Blast. O primeiro single 'Viral' foi lançado em 26 de junho de 2020.

### Kamelot
Ao longo de 2011 e 2012, Ryd se juntou ao Kamelot no palco como um de seus principais vocalistas de turnê, e gravou vocais convidados em três faixas do décimo álbum do Kamelot, Silverthorn, e participou de um videoclipe.
Em 28 de setembro de 2012, enquanto apoiava a perna norte-americana do Nightwish na Imaginaerum World Tour com Kamelot, Ryd e sua colega Alissa White-Gluz, do The Agonist, juntaram-se à banda de metal sinfônica Nightwish para um show único em Denver quando seu vocalista principal Anette Olzon foi hospitalizada.

### Outras colaborações
Desde a explosão de popularidade de Amaranthe, Ryd tem sido destaque em músicas de vários artistas diferentes com quem ela não havia colaborado anteriormente. Em 2011, ela teve três colaborações notáveis que foram lançadas comercialmente. Eles consistiram em vocais convidados para o quarto álbum da banda de rock sueca Takida , The Burning Heart  e o EP Life's Already Fading, de setembro de 2011, do Renegade Five. Ao lado dos colegas vocalistas do Amaranthe, Jake E. e Andreas Solveström, Elize foi novamente apresentada em um álbum do Dragonland; desta vez sendo o quinto álbum da banda, Under the Gray Banner.
Em 2012, Ryd apresentou os vocais convidados no single de estréia "Evolution" do projeto musical Dreamstate, criado pelo guitarrista do Takida, Tomas Wallin. 
Em 2013, Ryd apresentou vocais no álbum The Land of New Hope, de um novo projeto de ópera de metal de Timo Tolkki chamado Avalon, no qual ela é a personagem principal. O álbum foi lançado em 17 de maio de 2013. Ela também foi confirmada como uma das vocalistas do segundo álbum chamado Angels of the Apocalypse. 
Também em 2013, ela gravou uma música com o compositor russo Alexey Soloviev. A música é chamada "Alone in the Universe".
No final de 2013, a Ryd participou do projeto Raskasta Joulua (Natal Pesado em tradução livre), incorporando o som do metal às canções de Natal. Ela cantou a música "Julen är här" como um dueto com Tony Kakko do Sonata Arctica. Ela também se juntou à turnê Raskasta Joulua para os shows finais. Durante essa visita na Finlândia, ela se apresentou na televisão nacional finlandesa. Lá, ela cantou Ave Maria junto com Marco Hietala, o baixista do Nightwish. Eles venderam mais de 20.000 cópias de Raskasta Joulua, que receberam certificação de platina como resultado. Em 2014, ela participou novamente das gravações de Raskasta Joulua. Ela apareceu no álbum Ragnarok Juletide com a música "Christmas Is Here", que é a versão em inglês de "Julen är här", também com Tony Kakko nos vocais. Ela também apareceu no álbum seguinte, Raskasta Joulua 2, onde cantou em uma capa de "Himlen i min famn", de Carola Häggkvist. O Raskasta Joulua 2 vendeu mais de 20.000 cópias e também recebeu certificação de platina.
Durante o Bandit Rock Awards 2014, Ryd recebeu o prêmio pelos anos "Rock & Role Model".
Ryd também apresentou vocais convidados no álbum Avalon, de Timo Tolkki, Angels of the Apocalypse, junto com Simone Simons, Floor Jansen, Fabio Lione e outros vocalistas de power metal, que foi lançado em 16 de maio de 2014.
Ela também aparece no novo álbum de Nergard, A Bit Closer to Heaven. Foi lançado em maio de 2015. O álbum também conta com Nils K. Rue (Pagan's Mind), Michael Eriksen (Circus Maximus) e Ralf Scheepers (Primal Fear). Ryd se apresenta na música "On Through the Storm" e foi um dueto com o cantor sueco Andi Kravljaca.
Ela aparece no segundo álbum do Smash into Pieces, apresentando a música "My Cocaine". Foi lançado em fevereiro de 2015.
Ela participou do Swedish Melodifestivalen 2015 com o tenor de ópera sueco Rickard Söderberg. Ambos cantaram uma música chamada "One by One", composta por Ryd e Jimmy Jansson. Eles chegaram em 5º lugar na primeira semifinal (2ª da 2ª rodada), mas, infelizmente, foram eliminados após uma grande queda na aplicação.
Ryd é destaque no álbum Gus G. Brand New Revolution, lançado em 24 de julho de 2015. A música se chama "What Lies Below".
Ela aparece no álbum Docker's Guild, chamado The Heisenberg Diaries - Livro A: Sounds of Future Past, lançado em 21 de janeiro de 2016, onde canta as músicas da trilha sonora de ficção científica "Never Ending Story" e "Suspension" (do Buck Rogers na trilha sonora do filme do século 25) em dueto com Douglas R. Docker.
Em 5 de março de 2016, um novo single, "At the Break of Dawn", com Ryd, foi lançado pela banda finlandesa Arion.
Em dezembro de 2016, o Ryd se juntou novamente à turnê Raskasta Joulua para oito shows na Finlândia. Em março de 2017, ela se juntou ao guitarrista Gus G. por algumas datas no Japão.
Em dezembro de 2017, o Ryd se juntou à turnê Raskasta Joulua para sua turnê na Finlândia. Ela também aparece na música "Stjärnan i min hand".
Em dezembro de 2018, o Ryd se juntou novamente ao Raskasta Joulua em sete datas na Finlândia, como parte de sua turnê.
Em dezembro de 2019, o Ryd se juntou a outra turnê do Raskasta Joulua para oito shows na Finlândia.

### Prêmios

#### 2012
- Bandit Rock Awards, juntamente com Amaranthe "A inovação sueca deste ano".[30]

#### 2013
- Disco de ouro com Amaranthe "Hunger".
- Disco de ouro com Amaranthe "Amaranthine".
- Disco de platina junto com Raskasta Joulua.

#### 2014
- Disco de platina com Raskasta Joulua 2.[31]
- Bandit Rock "Rock & Role Model".[23]

#### 2015
- Revista Playboy "As 14 donzelas mais quentes do metal na história do derretimento de rosto".
- Disco de ouro com "Amaranthe" para o álbum "Nexus" na Finlândia

#### 2017
- Três discos de ouro com "Amaranthe" para o álbum "Amaranthe", álbum "Nexus" e single "Nexus
- Disco de ouro com "Amaranthe" para o single 1000000 Lightyears
- Disco de ouro com "Amaranthe" para "Massive Addictive"

#### 2018
- Disco de ouro com "Amaranthe" para o álbum "Maximalism"[32]

## Discografia

### Álbuns
Com Amaranthe
- Leave Everything Behind (EP, 2009)
- Amaranthe (2011)
- The Nexus (2013)
- Massive Addictive (2014)
- Maximalism (2016)
- Helix (2018)
- Manifest (2020)

Com Timo Tolkki's Avalon
- The Land of New Hope (2013)
- Angels of the Apocalypse (2014)

Com Raskasta Joulua
- Raskasta Joulua (2013)
- Rakgnarok Juletide (2014)
- Raskasta Joulua IV (2017)

Com Crossnail
- Sand of Time (2015)

Com Karmaflow
- The Rock Opera Video Game (2015)

Com Nergard
- A Bit Closer To Heaven (2015)

Com Docker's Guild
- The Heisenberg Diaries – Book A: Sounds of Future Past (2016)

Com Turilli / Lione Rhapsody
- Zero Gravity: Rebirth and Evolution (2019)

Com Conception
- State of Deception (2020)